# XX внеочередной съезд Коммунистической партии Украины
XX съезд КПУ (укр. XX позачерговий з'їзд Комуністичної партії України) — внеочередной съезд Коммунистической партии Украины, который состоялся 16—17 января 1959 года в Киеве. В работе съезда приняли участие 883 делегата с решающим и 90 — с совещательным голосом, представлявших 1 162 997 членов и 119 635 кандидатов в члены партии.

## Повестка XX съезда КПУ
1. Тезисы доклада Никиты Сергеевича Хрущёва на XXI съезде КПСС «Контрольные цифры развития народного хозяйства СССР на 1959—1965 годы» и задачи Коммунистической партии Украины (докладчик Подгорный Николай Викторович).

Выборы руководящих органов КПУ не проводились.